# Fátima al-Fihri
Fátima bint Muhámmad al-Fihri (800–880) (فاطمة بنت محمد الفهري) fue una mujer musulmana que fundó una madrasa considerada la primera institución de educación superior del mundo, aún operativa en la actualidad y conocida como Universidad de Qarawiyyin en Fez, Marruecos. Había nacido en Cairuán, en el emirato aglabí, Califato abasí, en la actual Túnez, y falleció en Fez.

## Biografía
Fátima al-Fihri era la hija de un comerciante árabe llamado Muhámmad al-Fihri, importante hombre de negocios de la época que se trasladó con su familia desde Túnez a Marruecos en la época del reinado marroquí de Idrís II. Su biografía fue escrita por primera vez por Ibn Abi Zar en Rawd al-Qirtas.

## La construcción de la mezquita de al-Qarawiyyin (Al-Karaouine)
Heredó una acaudalada fortuna tras la muerte de su padre, por lo que, junto con su hermana Mariam, decidieron invertir su dinero en un proyecto que contribuyera a impulsar un mayor desarrollo en su comunidad. Edificaron una mezquita donde se comenzó a reforzar la educación de jóvenes y, alrededor del s. X d. C., la madrasa ya se había convertido en un importante motor intelectual del país. 
En el año 859, Fátima fundó, aún hoy operativa, la mezquita de Qarawiyyin en Fez, Marruecos. En los siglos siguientes, se desarrolló una madrasa. Dicho centro educativo está considerado como un importante núcleo intelectual del Mediterráneo.
La hermana de Fátima, Mariam, también es conocida por colaborar económicamente en la construcción de la mezquita Al-Ándalus de Fez.
Su historia fue descrita, por primera vez, muchos siglos después por Ibn Abi Zarʿ, a quien muchos historiadores consideran una fuente poco confiable. Además, la simetría de la historia de dos hermanas que fundaron las dos mezquitas más importantes de Fez al mismo tiempo se ha interpretado como demasiado conveniente y se la considera metafórica o legendaria. Estos hechos, sumados a la falta de información concreta, hacen que su existencia haya sido cuestionada por algunos historiadores modernos.